# Casa di Goethe (Weimar)
La casa di Goethe a Weimar è una delle residenze della vita di Goethe. È quella dove visse più a lungo (1782-1832) e la più visitata poiché ospita il Goethe Nationalmuseum. Essa è parte del patrimonio dell'umanità UNESCO denominato "Weimar classica".

## Storia

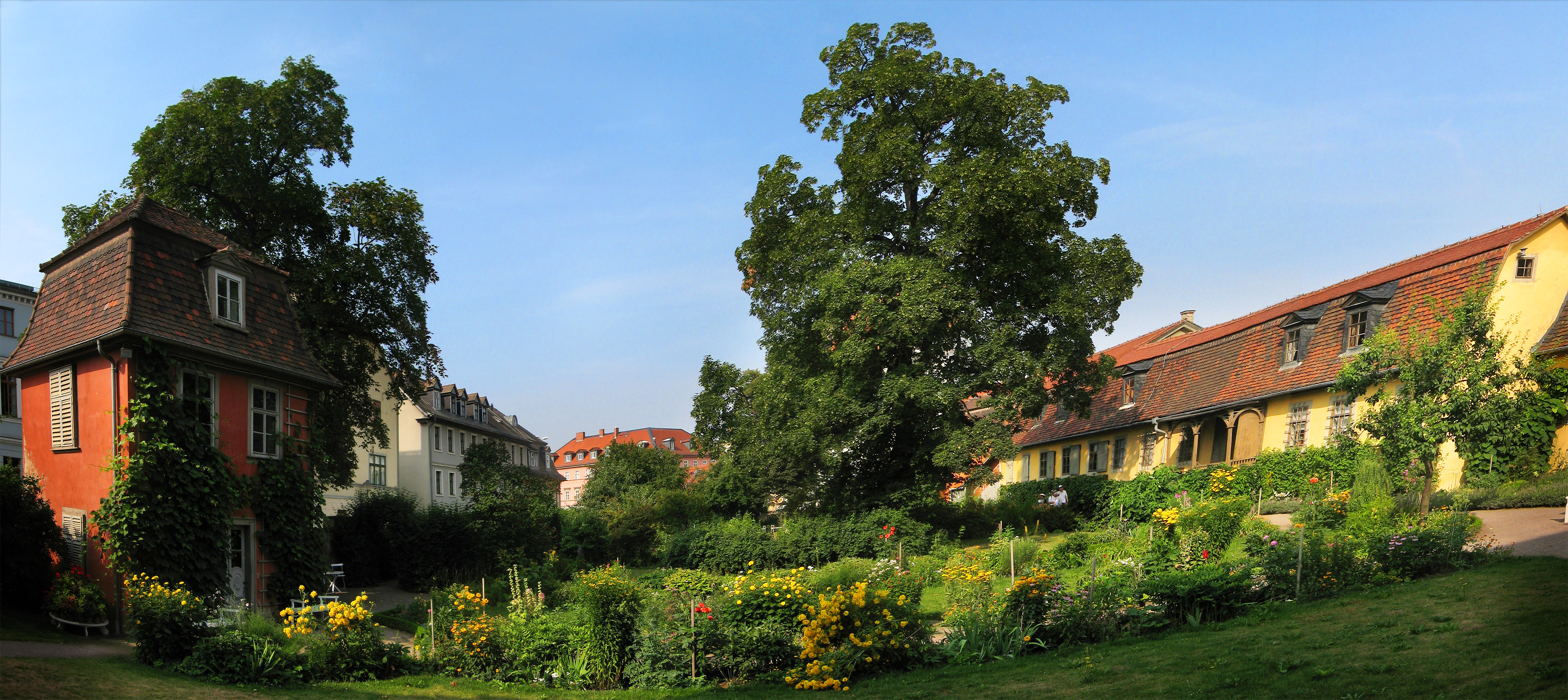
Il giardino posteriore della casa con i padiglioni di studio di Goethe

L'edificio venne eretto tra il 1708 e il 1709 dal Kammerkommissar del duca Carlo Augusto di Sassonia-Weimar-Eisenach, Georg Caspar Helmershausen e ospitava in origine salotti rappresentativi.
La casa possedeva numerose stanze in affitto fino al 1771.
Nel 1782 Goethe affittò l'ala ovest della casa. Dopo il viaggio in Italia dal 1786 al 1788 visse in queste stanze. Tuttavia Goethe, non ancora sposato con Christiane Vulpius, alloggiava spesso sulla Marienstraße.
L'intero edificio fu donato poi dal duca nel 1807 a Goethe e alla sua famiglia che vi visse dopo la sua morte (1832). Nel 1885 quando morì l'ultimo nipote di Goethe, Walther von Goethe, egli la lasciò in testamento alla città di Weimar. Oggi la casa, il giardino posteriore e le dépendance sono sede del Goethe Nationalmuseum.